# Tieton
Tieton – miasto w Stanach Zjednoczonych, w stanie Waszyngton, w hrabstwie Yakima.